# Station Lorient
Station Lorient is een spoorwegstation in de Franse gemeente Lorient.
Het wordt bediend door:
- De TGV op het traject Paris-Montparnasse - Quimper
- Treinen van het netwerk TER Bretagne met bestemmingen Quimper, Vannes, Rennes en Nantes.